# Son Vell
La Platja de Son vell està situada al lloc de Son vell, entre la Platja de Son Xoriguer i Cala en Turqueta.
Es troba al lloc (masia) de Son vell i només s'hi pot accedir pel camí de cavalls.
És una platja de petites dimensions, gairebé sempre coberta de posidònia, per tant de molt poca ocupació.
Com a curiositat, algunes vegades es pot arribar a veure la serralada de tramuntana de Mallorca.
No té cap mena de serveis pel seu voltant.